# K2-329
K2-329, EPIC 246193072 — одиночная звезда в созвездии Водолея на расстоянии приблизительно 752 световых лет (около 230 парсек) от Солнца. Видимая звёздная величина звезды — +12,697m. Возраст звезды оценивается как около 1,8 млрд лет.
Вокруг звезды обращается, как минимум, одна планета.

## Характеристики
K2-329 — жёлтый карлик спектрального класса G. Масса — около 0,901 солнечной, радиус — около 0,822 солнечного, светимость — около 0,473 солнечной. Эффективная температура — около 5162 К.

## Планетная система
В 2020 году командой астрономов, работающих с фотометрическими данными в рамках проекта Kepler K2, было объявлено об открытии планеты EPIC 246193072 b.